# Presilla de alondra
El nudo Presilla de alondra, también es llamado Vuelta de Alondra, ó  simplemente Alondra. Es un nudo que se utiliza para unir un anillo de cuerda a un objeto, como pueda ser otra cuerda, un mástil, una barandilla, un árbol o una botavara. 

## Usos
Es ampliamente utilizado en macramé para el comienzo de los trabajos de tejido siendo el nudo de inicio tras el que se realizan el resto de formas y figuras. Es un nudo muy empleado que sirve como accesorio a las tarjetas, identificaciones  y pases que van colgados del cuello con un cordel. Estas tarjetas o su funda, disponen  de un agujero por el que pasar la cuerda y cerrar el nudo, mostrando la identificación frontalmente.  

## Realización del nudo
Pasos para la elaboración del nudo:
1. Desde el punto central de la cuerda, hacemos un seno
2. Pasamos el seno por detrás del objeto que queremos amarrar
3. Pasamos los extremos de la cuerda por encima del objeto,  y por dentro del seno

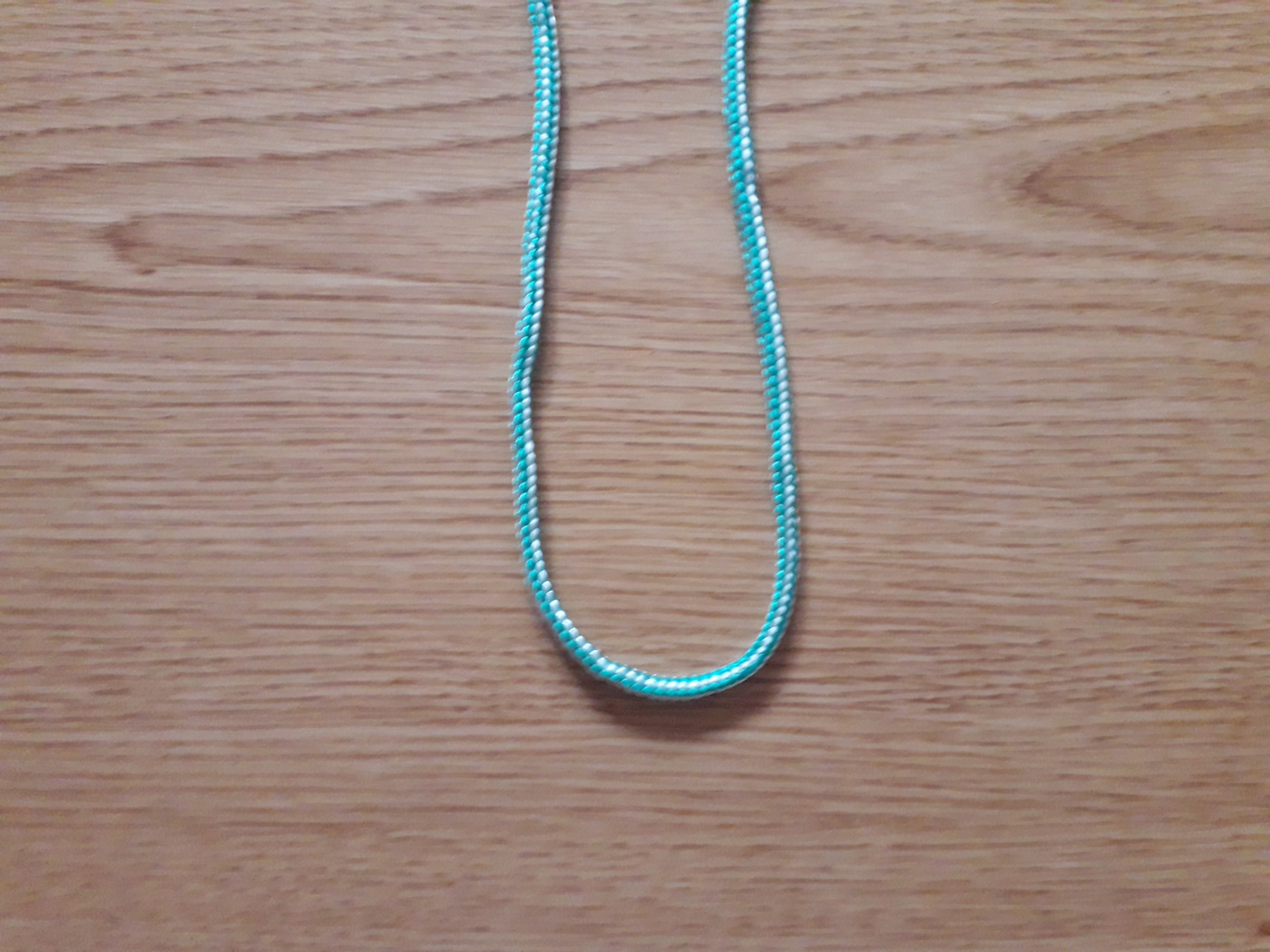
Alondra Paso 1
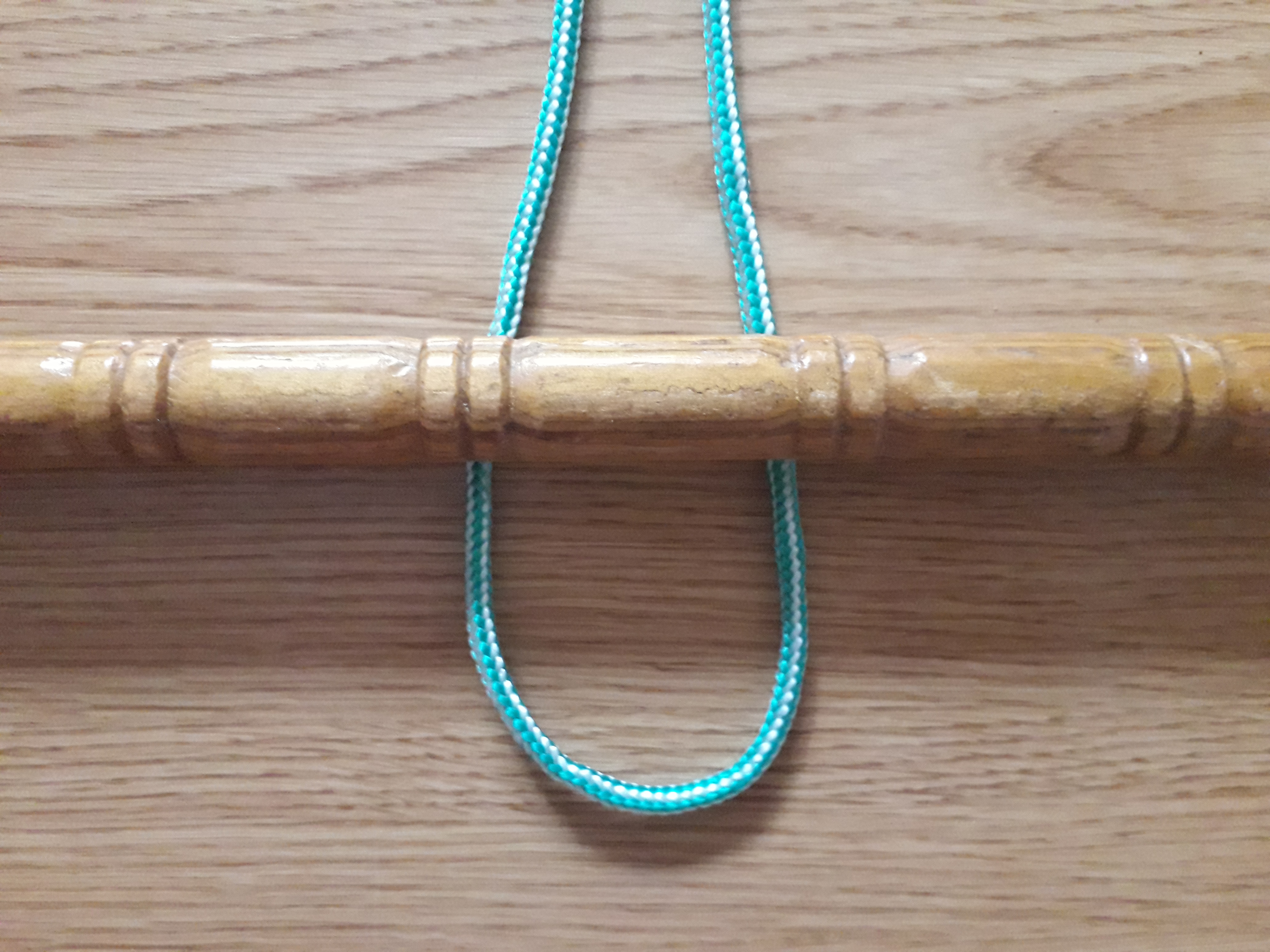
Alondra Paso 2
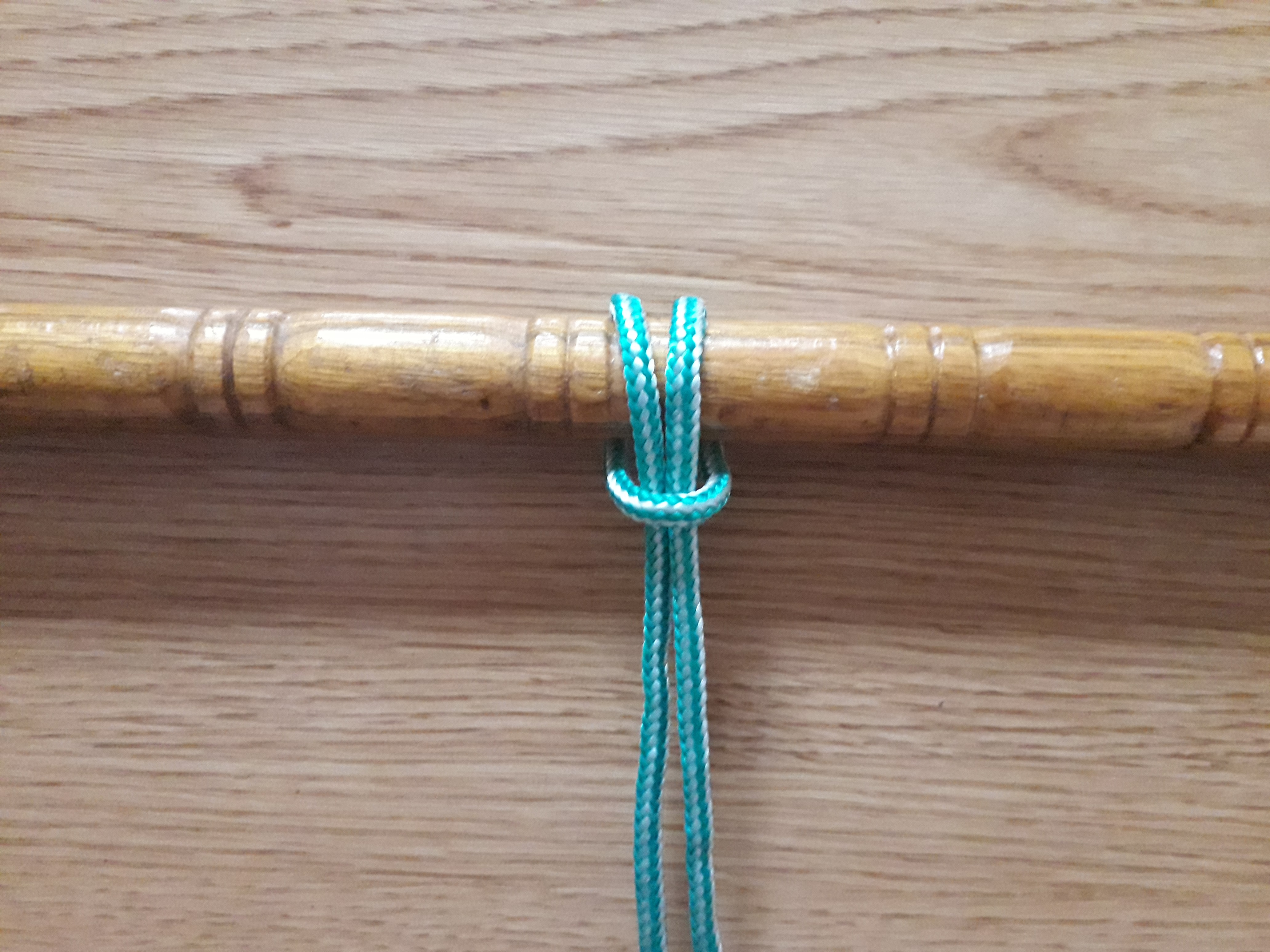
Alondra Paso 3

## Consideraciones sobre la realización de nudos
Los nudos marineros, no se cierran tirando de los extremos de la cuerda,  ya que las cuerdas pueden retorcerse y desbaratar el nudo.  Para que un nudo esté bien realizado, se deben colocar las cuerdas en la posición en la que van a trabajar,  e ir cerrando el nudo hasta su posición definitiva.[cita requerida]